# Bombycodes aspilaria
Bombycodes aspilaria là một loài bướm đêm trong họ Geometridae.